# Wishram (Washington)
Wishram is een plaats (census-designated place) in de Amerikaanse staat Washington, en valt bestuurlijk gezien onder Klickitat County.

## Demografie
Bij de volkstelling in 2000 werd het aantal inwoners vastgesteld op 324.

## Geografie
Volgens het United States Census Bureau beslaat de plaats een oppervlakte van
3,3 km², geheel bestaande uit land. Wishram ligt op ongeveer 475 m boven zeeniveau.

## Plaatsen in de nabije omgeving
De onderstaande figuur toont nabijgelegen plaatsen in een straal van 20 km rond Wishram.